# Le Silence de Mahomet
Le Silence de Mahomet est un roman du franco-algérien Salim Bachi paru en 2008. Dès sa sortie, il fut nommé pour le Prix Goncourt des lycéens.
Il s'agit d'une fiction ayant pour personnage principal Mahomet. Le récit se compose de quatre témoignages imaginaires, celui de Khadija sa première femme, d'Abou Bakr, le futur calife et ami de Mahomet, de Khalid ibn al-Walid, un général converti à l'islam qui a conquis le territoire de l'actuel Irak, et d'Aïcha, sa dernière épouse.
Le Silence de Mahomet vient d'être traduit en italien, en grec et en anglais.